# Пицо (Лече)
Пицо (итал. Pizzo) је насеље у Италији у округу Лече, региону Апулија.
Према процени из 2011. у насељу је живело 19 становника. Насеље се налази на надморској висини од 7 м.